# Voronkî, Volodîmîreț
Voronkî (în ucraineană Воронки) este localitatea de reședință a comunei Voronkî din raionul Volodîmîreț, regiunea Rivne, Ucraina.
Localitatea face parte din regiunea istorică Volânia, iar după tratatul de pace de la Riga din 1921 a devenit parte a Poloniei, după 1939 intrând în componența Uniunii Sovietice.

## Demografie
Componența lingvistică a localității Voronkî
     Ucraineană (99,49%)
     Alte limbi (0,45%)
Conform recensământului din 2001, majoritatea populației localității Voronkî era vorbitoare de ucraineană (99,49%), existând în minoritate și vorbitori de alte limbi.